# Pels Rijcken (advocatenkantoor)
Pels Rijcken & Droogleever Fortuijn N.V., kortweg Pels Rijcken, is een advocatenkantoor in Den Haag. Het kantoor is vooral bekend als het kantoor van de landsadvocaat, de advocaat van de Nederlandse staat, en behoort tot de grotere advocatenkantoren in Nederland. Het kantoor bevindt zich in New Babylon, in het centrum van Den Haag naast station Den Haag Centraal.

## Geschiedenis
Pels Rijcken ontstond in 1969 door de fusie van de kantoren van mr. Leonard Pels Rijcken en mr. Eduard Droogleever Fortuijn, de toenmalige landsadvocaat. Sindsdien heeft het kantoor deze aanstelling behouden. De respectieve landsadvocaten: Korthals Altes; De Wijckerslooth; Houtzagers en Veldhuis waren of zijn allen partner bij Pels Rijcken. Het kantoor voegde in 1992 de afdeling notariaat aan haar activiteiten toe en zette de rechtsvorm op 1 januari 2006 van maatschap in naamloze vennootschap om, maar heeft in oktober 2021 als gevolg van een grote fraudezaak het notariaat weer opgegeven.

### Fraude
De positie van het kantoor, in het bijzonder de notariële tak, kwam in 2020 onder druk te staan wegens een verduistering van 11,4 miljoen euro door notaris en oud-bestuursvoorzitter Frank Oranje. Op 16 juli 2021 kwam naar buiten dat de fraude door de overleden topbestuurder al 18 jaar eerder was begonnen, groter was dan aanvankelijk werd gedacht en minimaal twintig dossiers betrof. Het kantoor werd onder verscherpt toezicht door de Haagse deken geplaatst.
Minister Ferdinand Grapperhaus zond op 16 juli 2021 een brief aan de Tweede Kamer inzake de fraudezaak, waarin stond dat ook de Staat enige schade had geleden en het bleek dat ook grote zakenbanken slachtoffer waren geworden. Het kantoor had al eerder verklaard zich slachtoffer te voelen in de fraudezaak. Het kantoor stelde zich wel garant voor de schade, die op 1 september 2021 was opgelopen tot 16 miljoen. Het jaarverslag over 2020 geeft indicatie van een schade door de fraude voor de partners van ruim 11 miljoen. De schade wordt ook actief verhaald op de erfgenamen van de fraudeur, die door zelfmoord een einde aan zijn leven maakte. Het kantoor maakte in oktober 2021 bekend de notariële praktijk te gaan afbouwen naar aanleiding van de fraude.
De toezichthouder op het notariaat, het Bureau Financieel Toezicht heeft vastgesteld dat het kantoor tekortgeschoten is in het voorkomen van fraude. Zo werden de eigen kantoorregels niet toegepast en ontbrak het aan het noodzakelijke collegiale toezicht op de derdenrekening. Daardoor werd niet op tijd gezien dat geld van cliënten werd verduisterd. Daarom gaf de tuchtrechter drie betrokkenen op 25 mei 2022 een berisping.

## Werkzaamheden
Het kantoor houdt zich bezig met veel verschillende rechtsgebieden, maar in het bijzonder met het bestuursrecht. Als kantoor van de landsadvocaat vertegenwoordigt Pels Rijcken in civiel- en bestuursrechtelijke procedures vaak de Staat der Nederlanden en contractueel is vastgelegd dat het kantoor nooit tegen de Staat procedeert.